# 莫斯卡利齊夫卡
49°41′32″N 35°43′26″E / 49.69222°N 35.72389°E
莫斯卡利齊夫卡（烏克蘭語：Москальцівка）是位於烏克蘭東部的村莊，由哈爾科夫州别列斯京区的舊維里夫卡市鎮負責管轄。該村面積0.13平方公里，海拔高度188米，2001年人口56，人口密度每平方公里427.5人。